# Хюсі (футбольний клуб)
Клубі Футболлістік «Хюсі» або просто «Хюсі» (алб. Klubi Futbollistik Hysi; Hysi) — професіональний косовський футбольний клуб з міста Подуєво.

## Історія
Раніше команда виступала у вищому дивізіоні чемпіонату Косова з футболу, Вала Суперлізі е Косовеш. «Хюсі» виграв їх другий дивізіон, Лігу е Паре, та путівку до вищого дивізіону, яка в той час мала назву Суперліга Косова, за підсумками сезону 2005/06 років.
«Хюсі» свого часу тренував Аділь Вокрі, брат найвідомішого косовсько-албанського футболіста Фаділя Вокрі. «Хюсі» також тренували відомі косоварські футбольні тренери, Хюсні Мушуні та Луан Преказі.
Головним виконавчим директором клубу є Арбнор Моріна.
В 2007 році «Хюсі» переїхав на новий стадіон «Мердар» в Бесіані.
Керує футбольною академією клубу легенда косоварського футболу, Луан Преказі. «Хюсі» входить до однією з найбільших компаній в Косово, Hysi Group, які перебувають у власності пана Ісена Садіку. Хюсі є єдиним приватним футбольний клуб в елітному дивізіоні чемпіонату Косова.
У сезоні 2008/09 років «Хюсі» виграв Кубок Косова після перемоги у фіналі над діючими переможцями чемпіонату, клубу КФ «Приштіна».
У сезоні 2010/11 років «Хюсі» вперше у своїй історії став переможцем Суперліги Косова.
Після того, як «Хюсі» посів останнє місце в Суперлізі Косова у сезоні 2013/14 років, його було розформовано.

## Досягнення
- Райфайзен Суперліга Косово
  -  Чемпіон (1): 2010/11

- Ліга е Перл
  -  Чемпіон (1): 2005/06

- Кубок Косова
  -  Володар (1): 2008/09

## Відомі гравці
- Ахмет Халіті

## Відомі тренери
- Аділь Вокрі
- Хюсні Мушуні
- Луан Преказі